# تيرينهم (باكينجهامشير)
تيرينهم (بالإنجليزية: Tyringham)‏ هي قرية وأبرشية مدنية تقع في المملكة المتحدة في باكينجهامشير. يقدر عدد سكانها بـ 250 نسمة .